# Vincenzo Irolli

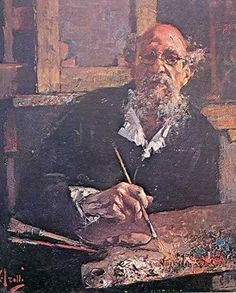
Autoritratto di Vincenzi Irolli (1910)

Vincenzo Errico Geltrude Irolli (Napoli, 30 settembre 1860 – Napoli, 27 novembre 1949) è stato un pittore italiano.

## Biografia
Vincenzo Errico Geltrude Irolli nacque, alle 12:00 del 30 settembre 1860, a Via Lungo Pontecorvo n° 28, nel Quartiere Avvocata di Napoli, terzogenito dall'architetto Luigi Irolli (1818-1896) di 42 anni, napoletano, e da sua moglie Clotilde Fedele di 40 anni, napoletana.

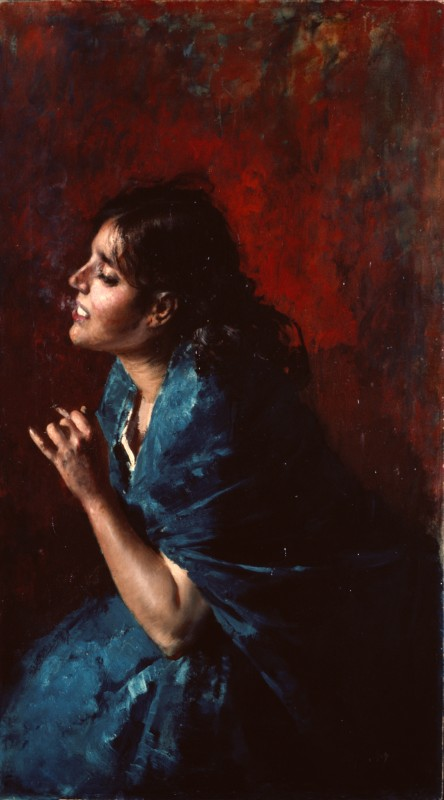
Voluttà, 1900 ca. (Fondazione Cariplo)

Si avvicinò alla pittura a 17 anni quando si iscrisse alla Accademia di belle arti di Napoli, dove ebbe per maestri Gioacchino Toma e Federico Maldarelli.
In quello stesso anno (1877) la sua curiosità d'artista fu colpita dall'opera Corpus Domini di Francesco Paolo Michetti esposto alla Mostra Nazionale di Napoli.
Passò gli anni giovanili nella casa paterna di Calvizzano, recandosi spesso a Napoli alla Galleria Umberto I presso il mercante d'arte Ettore Ragozzino, che curava la distribuzione delle sue opere.
Nel 1878 con l'opera Ritratto del pittore Izzo si fece notare da Domenico Morelli per l'impiego di una forte tavolozza e, nel 1879, fu presente per la prima volta alla Promotrice di Napoli con l'opera Felice Rimembranza; lo stesso anno vinse il 1º Premio alla XV Mostra della Promotrice Salvator Rosa, evento che lo rese noto al grande pubblico, e ne favorì una notevole fortuna artistica e commerciale.
Dal 1880 in poi, conclusi gli studi all'Accademia, iniziò la lunga e ininterrotta carriera artistica.
Alla Promotrice napoletana del 1886 suscitò ancora una volta l'ammirazione del Morelli per i ritratti di Carmine Franchi e dell'Avvocato Monaci.
Fu spesso presente nelle esposizioni della Società Promotrice napoletana: nel 1881 con Una testa, nel 1883 con Studio dal vero, nel 1885 con Per l'onomastico dello zio, Impressione del contrabbassista Franchi e Si diventa così, nel 1891 con Primavera, nel 1892 con Mezza figura.
Nel 1887 partecipa all'Esposizione Nazionale Artistica di Venezia con le opere: Dal vero, Chiaroscuro e Studio.
Più tardi sempre a Venezia esporrà alla XIII Biennale (1922) le opere: Pesci, L'inascoltato, L'invito, La trapunta. settembre 
Negli anni 1889-1890 partecipò con gli altri artisti Luca Postiglione, Pietro Scoppetta, Vincenzo Volpe, Edoardo Matania, Attilio Pratella, Giuseppe Alberto Cocco, Giuseppe Casciaro, Vincenzo Caprile, Gaetano Esposito, Vincenzo Migliaro ed altri alla decorazione degli interni della Birreria Gambrinus a Napoli.
I rapporti tra l'Irolli e questi artisti si strinsero ancora di più nella comune tendenza verso un'arte dichiaratamente decorativa.
Irolli eseguì per il Gambrinus il riquadro Piedigrotta con una fanciulla in veste di Venere e uno Cupido (dalle sembianze di uno scugnizzo napoletano) che, invece di sfiorare la lira, si cimenta con un putipù.
Espose a Monaco di Baviera nel 1890, a Genova e Berlino nel 1892, a Roma nel 1893.
Nel 1894 a Milano presentò Le prime mammole e Cavalleria Rusticana; nuovamente a Berlino presentò la tela Il Natale a Napoli (che fu venduta per la straordinaria somma di 23.000 Lire e fu illustrata nel Modern Kunst).
Agli inizi del Novecento si trasferisce in Vico Paradiso alla Salute nel quartiere Vomero verso San Martino e in seguito, definitivamente, a Vico Filippo Cagnazzi n° 3, nel quartiere Stella verso Capodimonte.
A Parigi, dove già nel 1890 aveva presentato le opere: Maddalena moderna, Dolore e Consolazione, fu chiamato ad esporre al Salon nel 1907, al Salon d’Automne nel 1909 (dove l'opera Spannocchiatrici fu acquistata dal Comune per il Museo Municipale degli Champs-Élysées), sempre nel 1909 al Salon per la Société Nationale des Beaux-Arts (XIX Esposizione) con: Donna con polli e Tenerezza.
La sua fortuna, eccezionale all'estero, tardava ad affermarsi in Italia dove giunse a scontrarsi coi Novecentisti.
La sua impronta tradizionalista non lo fece amare dai critici del tempo più interessati alle avanguardie, ma Irolli non fece mai nulla per adattare la propria pittura ai tempi.
Anzi, teneva nel suo studio un quadro raffigurante un pittore intento a finire un brutto quadro cubista, di gran moda al tempo, dando prova di garbata ironia nei confronti delle nuove tendenze.
Mentre Le Figaro del 1908 spendeva per Irolli parole come "extrêmement habile" e "séduisant", gli intellettuali italiani (e napoletani in special modo) lo reputavano un artista venduto al facile mercato e alla committenza della borghesia incolta.
Mentre a Parigi, negli anni 1910-1915, veniva definito "il pittore del sole" e considerato eccellente da Léon Talboum alla Galleria Alderéte, in Italia, nello stesso periodo, venne escluso dalla Biennale di Venezia e, nel 1929, sottoposto ad una dura critica da parte di Ardengo Soffici.

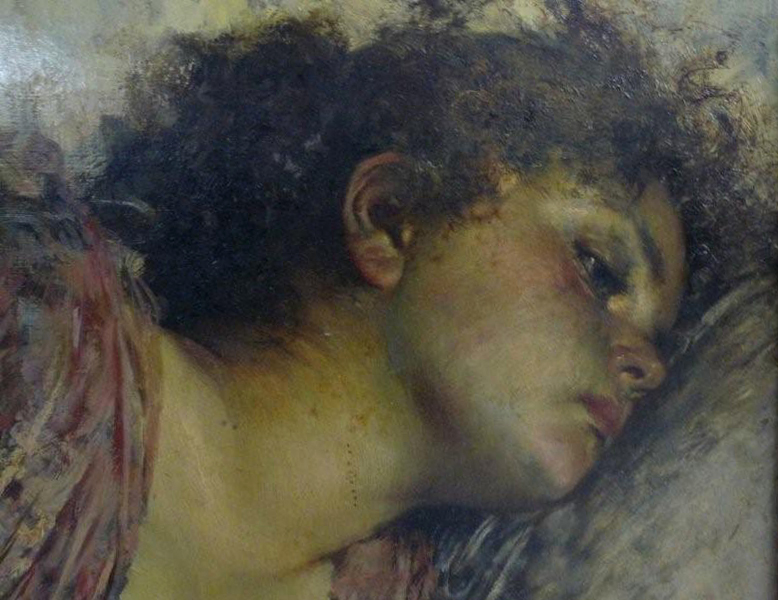
Ritratto di fanciulla

Nel 1933 Irolli organizzò una personale a Bari dove le sue opere andarono a ruba fra i collezionisti.
Nell'ottobre del 1936, alla Mostra d'Arte Sacra di Napoli, espose 10 opere a soggetto sacro: Pesca miracolosa, La lavanda dei piedi, La guarigione del cieco nato, La Deposizione, La Comunione, Cristo alla tomba di Lazzaro, La Vergine in adorazione, La Madonna dell'aviazione, Il chierichetto in preghiera, La festa del Redentore, La festa del Cieco nato.
Accanto ai temi religiosi, che sono ben rappresentati nella Collezione Granturco di Napoli, Irolli continua a registrare scene di vita quotidiana, a ritrarre bambini, donne in atteggiamenti maliziosi, per le quali utilizzò come modella la sua figlioccia Sisina.
Vincenzo Irolli, oltre che un grande artista che ha segnato la pittura partenopea in Italia come all'estero, viene ricordato anche per il suo alto livello intellettuale; fu amico e frequentatore di importanti personaggi della cultura, fra cui Ferdinando Russo e Salvatore Di Giacomo.
Fu socio del Circolo Artistico Politecnico di Napoli.
Negli anni della giovinezza, Vincenzo Irolli, che risiedeva con la famiglia paterna a Calvizzano, dipinse a ritmo molto serrato, ed a causa di ristrettezze economiche, fra il 1883 ed il 1895, affiancò alla sua produzione migliore una produzione con soggetti di facile commerciabilità che cedeva ad un rivenditore di colori e materiali per artisti, il quale a sua volta li faceva copiare serialmente da artisti ancor più bisognosi.
Questa produzione posticcia venne, quindi, tutta attribuita ad Irolli, danneggiandone ulteriormente l'immagine.
Nella sua casa di Capodimonte a Napoli, in Vico Filippo Cagnazzi n° 3 (che in occasione del centenario della sua nascita nel 1960 fu intitolato Via Vincenzo Irolli), si spense sul finire del 1949 ad 89 anni.
Pochi giorni prima della sua morte, il critico d'arte Paolo Ricci attaccò duramente la pittura di Irolli, definendola "ricca di sentimentalismo, intenerimento pietoso, leziosaggine e moralismo demagogico, il tutto in una tavolozza spietatamente accesa e grossolana, approssimativa [...]".

## Opere nei Musei
- Sogno primaverile (Mulhouse (Francia), Museo di Belle Arti)
- Sogno di primavera (1887) (Milano, Galleria d'Arte Moderna)
- Prima Comunione (Trieste, Museo Civico Revoltella)
- Primavera (Napoli, Museo nazionale di Capodimonte)
- Bimba con tacchino (1930), Ritorno dalla scampagnata (Avellino, Museo d'Arte)
- Il caffè Florian a Venezia (Torino, Galleria civica d'arte moderna e contemporanea)
- Ritratto di donna (Teolo, Museo di arte contemporanea Dino Formaggio)
- Ritratto di giovinetta (Pieve di Cento (BO), MAGI '900)
- ? (Porto Recanati, Pinacoteca comunale Attilio Moroni)
- La Camera da pranzo illuminata (Bari, Pinacoteca Corrado Giaquinto)

### Altre opere
- Gioioso ritorno, olio su tela, 95×47 cm